# École régionale et intercommunale de police
 (août 2013).

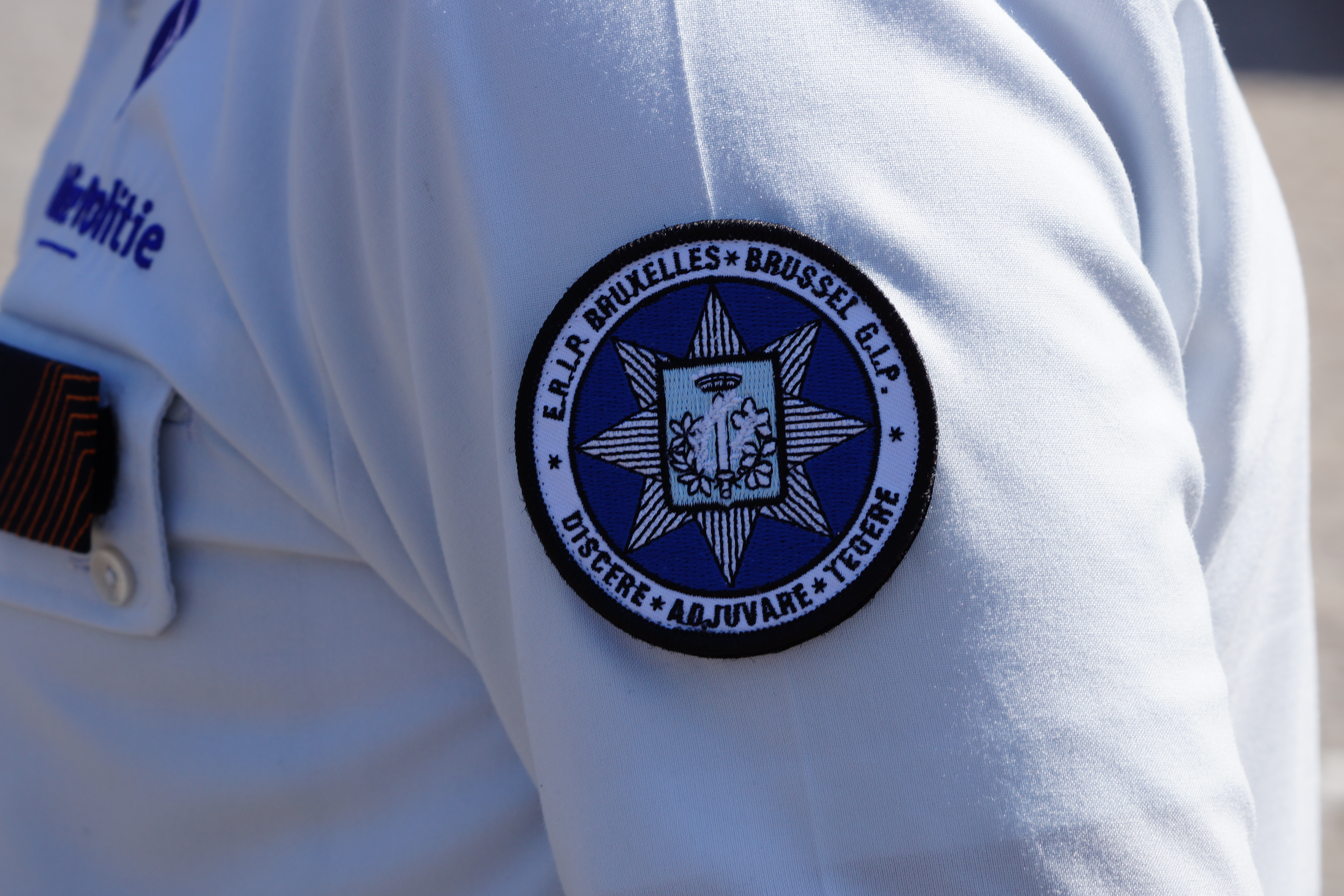
Insigne de l'École Régionale et Intercommunale de Police

L’École régionale et intercommunale de Police ou ERIP est une des quatre académies de police francophone de Belgique.
Elle dépend de la Police fédérale belge et est située à Evere dans la région de Bruxelles-Capitale.